# Hermann Cremer

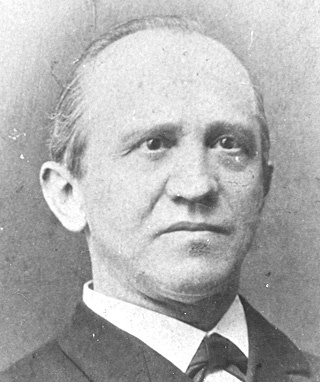
Hermann Cremer

August Hermann Cremer (* 18. Oktober 1834 in Unna (Westfalen); † 4. Oktober 1903 in Greifswald) war ein deutscher lutherischer Theologe.

## Leben
Cremer war ein Sohn von Heinrich Wilhelm Cremer (1802–1874) aus Böwinghausen, eines pietistischen Lehrers in Unna, und der Louise Therese Caroline, geborene Josephson. Die Vorfahren waren väterlicherseits Kleinbauern und Leinweber, mütterlicherseits Kaufleute. Er besuchte das 1851 gegründete Evangelisch Stiftische Gymnasium Gütersloh und legte als einer der ersten Schüler dort 1853 das Abitur ab. Er studierte an der Friedrichs-Universität Halle und der Eberhard-Karls-Universität Tübingen. Im Studium wurde er entscheidend von August Tholuck und Johann Tobias Beck geprägt. 1859 wurde Cremer als Pfarrer in Ostönnen tätig, 1870 dann ging er als Professor für Systematische Theologie an die Universität Greifswald, deren Rektor er 1883/84 war. Über den Charakter und die Persönlichkeit sind höchst divergierende Aussagen vorzufinden.
Cremer wandelte sich noch während des Studiums vom Pietisten zum lutherischen Biblizisten. Sein Hauptanliegen war die Erstellung des Theologischen Wörterbuchs, das er unter dem Titel Biblisch-theologisches Wörterbuch der neutestamentlichen Gräcität veröffentlichte. Er wollte damit die sprachliche Eigenart der Bibel und deren Offenbarungsgehalt hervorheben. Schon Martin Kähler erkannte dahinter den Systematiker.
Cremer war einer der wichtigsten Theologen der damaligen Zeit, durch seine kraftvollen Predigten konnte er eine geistliche Wirkung auf die Zuhörer ausüben, und er spielte eine Rolle im sogenannten Apostolikumsstreit. Rufe nach Leipzig und Berlin lehnte er trotz der Bemühungen von Friedrich Althoff und Adolf von Harnack ab. Er gilt als der wichtigste Kopf der sog. Greifswalder Schule. Zur Greifswalder Schule zählten auch Otto Zöckler, Viktor Schultze, Samuel Oettli und anfänglich noch Adolf Schlatter. Zu Cremers Schülern gehörten Erich Schaeder und Wilhelm Lütgert und sein Sohn Ernst Cremer.

## Familie
1862 heiratete er Maria Hülsmann, eine Tochter eines Bergwerkdirektors in Eschweiler bei Aachen. Sie hatten zusammen acht Kinder, wobei Ernst Cremer (1863–1922), ein evangelischer Theologe, der bekannteste war, der mehrere Schriften seines Vaters herausgab.

## Schriften (Auswahl)
- als Hrsg.: Magnus Friedrich Roos: Fundamenta Psychologiæ ex sacra Scriptura Collecta. 1857.
- Biblisch-theologisches Wörterbuch der Neutestamentlichen Gräcität. Perthes, Gotha 1866. (Digitalisat)
- Die kirchliche Trauung: historisch, ethisch und liturgisch. Ein Versuch zur Orientirung. Wiegandt & Grieben, Berlin 1875. (Digitalisat)
- Wort vom Kreuze. Ein Jahrgang Predigten. Gütersloh 1891.
- Zum Kampf um das Apostolikum. Eine Streitschrift wider D. Harnack. Berlin 21893.
- Glaube, Schrift und heilige Geschichte. Drei Vorträge. Bertelsmann, Gütersloh 1896. (Digitalisat)
- Weissagung und Wunder im Zusammenhange der Heilsgeschichte. Bertelsmann, Gütersloh 1900. (Digitalisat)
- Das Wesen des Christentums. Vorlesungen im Sommersemester 1901 vor Studierenden aller Fakultäten an der Universität Greifswald. Bertelsmann, Gütersloh 1901. (Digitalisat)
- Taufe, Wiedergeburt und Kindertaufe in Kraft des heiligen Geistes. Bertelsmann, Gütersloh 21901.
- Pastoraltheologie. Hg. von Ernst Cremer. Stuttgart 1904.
- Schriftgedanken. Aphorismen und Skizzen. Hg. von Ernst Cremer. Gütersloh 1917. (Digitalisat)
- Arbeit und Eigentum in christlicher Sicht. Hg. von Helmut Burkhardt. Gießen/Basel 1984.
- Jenseits des Grabes. Vom Leben nach dem Tode. Gießen/Basel 91987.
- Die christliche Lehre von den Eigenschaften Gottes ursprünglich 1897, neu herausgegeben von Helmut Burkhardt, Gießen 2005, übersetzt in die englische Sprache als The Christian Doctrine of the Divine Attributes, Eugene, 2016.